# Horisme rivularis
Horisme rivularis là một loài bướm đêm trong họ Geometridae.